# Allenatori italiani in NBA
Qui di seguito la lista degli allenatori di pallacanestro italiani (o italianizzati nel corso della carriera) che hanno allenato nella National Basketball Association.
L'allenatore italo-statunitense Mike D'Antoni ha vinto per due volte il premio di NBA Coach of the Year Award, l'allenatore Ettore Messina è stato il primo non-nordamericano (senza considerare i naturalizzati) ad aver vinto una partita in regular season e nei play-off e l'allenatore Sergio Scariolo è stato il primo coach italiano ad aver vinto il Campionato NBA (seppur da assistant coach).

## Legenda
| * | Riferito a giocatori ancora attivi in NBA |

## Allenatori
| Allenatore       | Carriera NBA | Carriera NBA                | Note                                                                        |
| Nome             | Squadre | Stagioni                    | Note                                                                        |
| ---------------- | --- | --------------------------- | --------------------------------------------------------------------------- |
| Mike D'Antoni*   | - Denver Nuggets - Portland Trail Blazers - Phoenix Suns - New York Knicks - Los Angeles Lakers - Philadelphia 76ers - Houston Rockets | 1997-2001; 2002-2014; 2016- | - NBA Coach of the Year Award (2005, 2017) - NBA All-Star Game (2007, 2018) |
| Ettore Messina   | - Los Angeles Lakers - San Antonio Spurs                                                                                               | 2011-2019                   | assistente allenatore                                                       |
| Sergio Scariolo* | - Toronto Raptors | 2018-                       | assistente allenatore - Campione NBA (2019)                                 |
| Riccardo Fois*   | - Phoenix Suns | 2019-                       | assistente allenatore                                                       |